# Řídeč
Řídeč (in tedesco Rietsch) è un comune della Repubblica Ceca facente parte del distretto di Olomouc, nella regione di Olomouc.